# 周宗 (明朝)
周宗（1439年—？），字繼先，河南南陽府裕州人，民籍，明朝政治人物。同進士出身。

## 生平
早年出身國子生，河南鄉試第七十六名。成化十一年（1475年）乙未科會試第一百九十名，殿試登進士第三甲第五十二名。授直隸鹽山縣知縣。

## 家族
曾祖周文中。祖父周伯英。父周剛。